# Octarrhena lorentzii
Octarrhena lorentzii är en orkidéart som beskrevs av Johannes Jacobus Smith. Octarrhena lorentzii ingår i släktet Octarrhena och familjen orkidéer. Inga underarter finns listade i Catalogue of Life.